# Psalm 151
Psalm 151 är en kort psalm som finns med i de allra flesta kopior av Septuaginta, men inte i den Masoretiska bibeltexten. Namnet på psalmen i Septuaginta indikerar att den är övertalig, och inget nummer är fäst vid den, utan numret är tillagt i efterhand som en fortsättning på kung Davids psalmer i Psaltaren.  Titeln påstår att den skrevs av kung David efter hans strid mot jätten Goljat. Psalmen inkluderas i vissa manuskript av Peshitta, standardversionen av Bibeln på syriska. Den östligt ortodoxa kyrkan räknar Psalm 151 som kanonisk. Romerska katoliker, protestanter och de flesta judar räknar den som apokryfisk.
Även om bibelforskare i flera år trodde att Psalm 151 kunde vara en grekisk konstruktion och att det inte fanns något bevis för att psalmen någonsin existerat på hebreiska vet vi nu efter finnandet av Dödahavsrullarna att psalmen faktiskt existerade på hebreiska och att den även användes flitigt av Qumransekten (essenerna).